# Bonenburg
Bonenburg ist ein Stadtteil von Warburg im Kreis Höxter, Nordrhein-Westfalen (Deutschland) mit etwa 900 Einwohnern.

## Geographische Lage
Bonenburg liegt im Übergangsbereich der Südausläufer des Eggegebirges zur Warburger Börde im Südteil des Naturparks Teutoburger Wald / Eggegebirge. Es befindet sich auf einem schmalen Bergrücken etwa 12 km nordwestlich der Kernstadt von Warburg. Durchflossen wird es vom Diemel-Zufluss Naure, und im Dorf entspringt der Eggel-Zufluss Eder.

## Geschichte
Der Name geht wahrscheinlich auf den Grafen von Boyneburg zurück, der als Lehnsherr des Bischofs von Paderborn hier Lehnsbesitz hatte und diesen durch eine Burg schützte. Das Kloster Hardehausen erwarb im Raum Bonenburg Landflächen und kam später unter die Herrschaft des Klosters. Im Dreißigjährigen Krieg und im Siebenjährigen Krieg wurde der Ort stark zerstört. Bonenburg gehörte kirchlich bis 1831 zur Pfarrei Scherfede, seit 1650 hat es eine eigene Kapelle. Heute steht dort die im Jahre 1741 errichtete Kirche von Bonenburg. 
Politisch gehörte Bonenburg bis zu den Napoleonischen Kriegen zur Frei- und Gografschaft Warburg im Hochstift Paderborn. Von 1807 bis 1813 bildete der Ort eine Gemeinde im Kanton Warburg im Departement der Fulda des Königreichs Westphalen. 1816 kam Bonenburg zum neuen Kreis Warburg in der preußischen Provinz Westfalen, in dem die Gemeinde zum Amt Warburg gehörte, das seit 1932 Amt Warburg-Land hieß.
Mit dem Eisenbahnbau von Altenbeken nach Warburg in den 1850er Jahren erhielt Bonenburg einen eigenen Bahnhof an der Bahnstrecke Hamm–Warburg. Inzwischen fungiert er nur noch als Betriebsbahnhof.
Am 1. Januar 1975 wurde Bonenburg durch das Sauerland/Paderborn-Gesetz in die Stadt Warburg eingemeindet, die gleichzeitig in den Kreis Höxter wechselte.
In Bonenburg fand 2013 ein Hobby-Paläontologe in einer Tongrube die fossilen Überreste einer Wirbelsäule. Es handelt sich um den Erstfund der Art Rhaeticosaurus mertensi, welche auf ein Alter von 201,3 Millionen Jahre datiert wurde und somit das weltweit älteste Plesiosaurier-Fossil ist. Das Original ist derzeit im LWL-Museum für Naturkunde ausgestellt.